# Carl Gustav Färje
Carl Gustav Färje, född 17 juni 1917 i Stora Skedvi församling, Kopparbergs län, död 27 februari 1976 i Älvdalens kyrkobokföringsdistrikt, Kopparbergs län, var en svensk folkmusiker, författare och riksspelman.  
|  |
|  |

## Diskografi
- 1966 – Locklåtar och musik på horn och pipa.[3]

## Utmärkelse
- 1948 – Zornmärket i silver med kommentaren "För vårdat spel och goda låtar på folkliga blåsinstrument".[10]
- 1973 – Zornmärket i guld med kommentaren "För mästerligt spel på lur, horn och pipa".